# Federico Francesco II di Meclemburgo-Schwerin
Federico Francesco II di Meclemburgo-Schwerin (Ludwigslust, 28 febbraio 1823 – Schwerin, 15 aprile 1883) fu granduca di Meclemburgo-Schwerin dal 1842 fino alla sua morte.

## Biografia
Federico Francesco era il figlio maggiore del granduca ereditario Paolo Federico di Meclemburgo-Schwerin e di sua moglie, la principessa Alessandrina di Prussia.
Il giovane principe trascorse gli anni della sua giovinezza a Ludwigslust, assieme ai genitori, alla corte del nonno, il granduca Federico Francesco I. Divenne erede del ducato alla morte del nonno, il granduca Federico Francesco I, il 1º febbraio 1837.
Si recò quindi a Berlino. Il 15 ottobre 1840 descrisse nel suo diario la sua "fiducia incrollabile nel trono prussiano", dimostrando una propensione a favorire il disegno espansionistico che la Prussia stava coltivando in quegli anni sulla Germania. Successivamente servì nello staff del feldmaresciallo generale Friedrich von Wrangel durante la seconda guerra dello Schleswig. Proseguì i propri studi presso l'università di Bonn, ove si immatricolò il 5 novembre 1840 e dove ebbe modo di studiare con i migliori professori della sua epoca, studiando con particolare interesse la Germania di Tacito, dalla quale ricaverà una certa passione per il mondo classico. Terminata l'università, compì dei viaggi nei Paesi Bassi e in Italia. Lo spirito gioviale e il carattere allegro gli fruttarono in questi anni amicizie che si riveleranno poi preziose per fini politici, come quelle con i principi Cristiano di Schleswig-Holstein-Sonderburg-Glücksburg (poi re Cristiano VIII di Danimarca), Federico d'Assia e Leopoldo di Lippe.
Durante la guerra austro-prussiana fu comandante delle truppe che occuparono Lipsia e assediarono Norimberga. Prese inoltre parte alla guerra franco-prussiana, durante la quale fu governatore generale di Reims e comandante generale delle forze che assediarono Toul. Ottenne quindi l'incarico di difendere le truppe tedesche durante l'assedio di Parigi dall'attacco delle armate della Loira e nella battaglia di Beaune-la-Rolande sconfisse le armate francesi.
Morì il 15 aprile 1883 e gli successe il figlio maggiore, Federico Francesco III.

## Matrimoni ed eredi
Federico Francesco II si sposò in prime nozze con la principessa Augusta di Reuss-Köstritz (1822-1862), il 3 novembre 1849, a Ludwigslust. Da questo matrimonio ebbe sei figli:
- Federico Francesco (1851-1897);
- Paolo Federico (1852–1923), sposò la principessa Maria di Windisch-Grätz
- Maria (1854-1920), sposò il granduca Vladimir Aleksandrovič Romanov
- Nicola (1855-1856)
- Giovanni Alberto (1857-1920), reggente del ducato di Brunswick
- Alessandro (1859-1859)

Si sposò una seconda volta a Darmstadt, il 4 luglio 1864, con la principessa Anna d'Assia e del Reno (1843-1865), da cui ebbe una sola figlia:
- Anna (1865-1882)

In terze nozze si sposò con la principessa Maria di Schwarzburg-Rudolstadt (1850-1922), da cui ebbe quattro figli:
- Elisabetta Alessandrina Matilde (1869-1955), sposò Federico Augusto II di Oldenburg
- Federico Guglielmo (1871-1897)
- Adolfo Federico (1873-1969)
- Enrico (1876-1934), sposò Guglielmina dei Paesi Bassi

## Albero genealogico
|                                               |                                  |                                               | Genitori                                               |  |  | Nonni |  |  | Bisnonni                                     |  |  | Trisnonni                     |  |
|                                               |                                  |                                               |                                                        |  |  |       |  |  | Federico Francesco I di Meclemburgo-Schwerin |  |  | Luigi di Meclemburgo-Schwerin |  |
|                                               |                                  |                                               |                                                        |  |  |       |  |  | Federico Francesco I di Meclemburgo-Schwerin |  |  | Luigi di Meclemburgo-Schwerin |  |
|                                               |                                  | Carlotta Sofia di Sassonia-Coburgo-Saalfeld   |                                                        |  |  |       |  |  | Federico Francesco I di Meclemburgo-Schwerin |  |  |                               |  |
| Federico Ludovico di Meclemburgo-Schwerin     |                                  |                                               |                                                        |  |  |       |  |  | Federico Francesco I di Meclemburgo-Schwerin |  |  |                               |  |
|                                               |                                  | Luisa di Sassonia-Gotha-Altenburg (1756-1808) | Giovanni Augusto di Sassonia-Gotha-Altenburg           |  |  |       |  |  |                                              |  |  |                               |  |
|                                               |                                  | Luisa di Sassonia-Gotha-Altenburg (1756-1808) | Giovanni Augusto di Sassonia-Gotha-Altenburg           |  |  |       |  |  |                                              |  |  |                               |  |
|                                               |                                  | Luisa di Sassonia-Gotha-Altenburg (1756-1808) | Luisa di Reuss-Schleiz                                 |  |  |       |  |  |                                              |  |  |                               |  |
| Paolo Federico di Meclemburgo-Schwerin        |                                  | Luisa di Sassonia-Gotha-Altenburg (1756-1808) |                                                        |  |  |       |  |  |                                              |  |  |                               |  |
|                                               |                                  | Paolo I di Russia                             | Pietro III di Russia                                   |  |  |       |  |  |                                              |  |  |                               |  |
|                                               |                                  | Paolo I di Russia                             | Pietro III di Russia                                   |  |  |       |  |  |                                              |  |  |                               |  |
|                                               |                                  | Paolo I di Russia                             | Caterina II di Russia                                  |  |  |       |  |  |                                              |  |  |                               |  |
| Elena Pavlovna Romanova                       |                                  | Paolo I di Russia                             |                                                        |  |  |       |  |  |                                              |  |  |                               |  |
|                                               |                                  | Sofia Dorotea di Württemberg                  | Federico II Eugenio di Württemberg                     |  |  |       |  |  |                                              |  |  |                               |  |
|                                               |                                  | Sofia Dorotea di Württemberg                  | Federico II Eugenio di Württemberg                     |  |  |       |  |  |                                              |  |  |                               |  |
|                                               |                                  | Sofia Dorotea di Württemberg                  | Federica Dorotea di Brandeburgo-Schwedt                |  |  |       |  |  |                                              |  |  |                               |  |
| Federico Francesco II di Meclemburgo-Schwerin |                                  | Sofia Dorotea di Württemberg                  |                                                        |  |  |       |  |  |                                              |  |  |                               |  |
|                                               | Federico Guglielmo II di Prussia | Augusto Guglielmo di Prussia                  |                                                        |  |  |       |  |  |                                              |  |  |                               |  |
|                                               | Federico Guglielmo II di Prussia | Augusto Guglielmo di Prussia                  |                                                        |  |  |       |  |  |                                              |  |  |                               |  |
|                                               | Federico Guglielmo II di Prussia | Luisa Amalia di Brunswick-Wolfenbüttel        |                                                        |  |  |       |  |  |                                              |  |  |                               |  |
| Federico Guglielmo III di Prussia             | Federico Guglielmo II di Prussia |                                               |                                                        |  |  |       |  |  |                                              |  |  |                               |  |
|                                               |                                  | Federica Luisa d'Assia-Darmstadt              | Luigi IX d'Assia-Darmstadt                             |  |  |       |  |  |                                              |  |  |                               |  |
|                                               |                                  | Federica Luisa d'Assia-Darmstadt              | Luigi IX d'Assia-Darmstadt                             |  |  |       |  |  |                                              |  |  |                               |  |
|                                               |                                  | Federica Luisa d'Assia-Darmstadt              | Carolina del Palatinato-Zweibrücken-Birkenfeld         |  |  |       |  |  |                                              |  |  |                               |  |
| Alessandrina di Prussia                       |                                  | Federica Luisa d'Assia-Darmstadt              |                                                        |  |  |       |  |  |                                              |  |  |                               |  |
|                                               |                                  | Carlo II di Meclemburgo-Strelitz              | Carlo Ludovico Federico di Meclemburgo-Strelitz        |  |  |       |  |  |                                              |  |  |                               |  |
|                                               |                                  | Carlo II di Meclemburgo-Strelitz              | Carlo Ludovico Federico di Meclemburgo-Strelitz        |  |  |       |  |  |                                              |  |  |                               |  |
|                                               |                                  | Carlo II di Meclemburgo-Strelitz              | Elisabetta Albertina di Sassonia-Hildburghausen        |  |  |       |  |  |                                              |  |  |                               |  |
| Luisa di Meclemburgo-Strelitz                 |                                  | Carlo II di Meclemburgo-Strelitz              |                                                        |  |  |       |  |  |                                              |  |  |                               |  |
|                                               |                                  | Federica Carolina Luisa d'Assia-Darmstadt     | Giorgio Guglielmo d'Assia-Darmstadt                    |  |  |       |  |  |                                              |  |  |                               |  |
|                                               |                                  | Federica Carolina Luisa d'Assia-Darmstadt     | Giorgio Guglielmo d'Assia-Darmstadt                    |  |  |       |  |  |                                              |  |  |                               |  |
|                                               |                                  | Federica Carolina Luisa d'Assia-Darmstadt     | Maria Luisa Albertina di Leiningen-Dagsburg-Falkenburg |  |  |       |  |  |                                              |  |  |                               |  |
|                                               |                                  | Federica Carolina Luisa d'Assia-Darmstadt     |                                                        |  |  |       |  |  |                                              |  |  |                               |  |

## Fonti
- Articolo del Times circa la morte di Federico Francesco II di Meclemburgo-Schwerin e breve biografia, su query.nytimes.com.